# The Supermen Lovers
The Supermen Lovers, artiestennaam van Guillaumme Atlan, is een Frans dj.

## Biografie
Guillaumme Atlan (Parijs, 9 februari 1975) werd bekend in 2001 met zijn single Starlight. Deze scoorde in de hitlijsten van negen landen. In Frankrijk stond de single 40 weken genoteerd. Later werkte hij onder meer nog samen met Spiller en Sonique. 

## Discografie
| Single met eventuele hitnotering(en) in de Nederlandse Top 40 | Datum van verschijnen | Datum van binnenkomst | Hoogste positie | Aantal weken | Opmerkingen                                 |
| ------------------------------------------------------------- | --------------------- | --------------------- | --------------- | ------------ | ------------------------------------------- |
| Starlight                                                     | 17-03-2001            | 11-08-2001            | 23              | 5            | met Mani Hoffmann / Dancesmash op Radio 538 |

| Single met hitnotering(en) in de Vlaamse Ultratop 50 | Datum van verschijnen | Datum van binnenkomst | Hoogste positie | Aantal weken | Opmerkingen       |
| ---------------------------------------------------- | --------------------- | --------------------- | --------------- | ------------ | ----------------- |
| Starlight                                            | 17-03-2001            | 30-06-2001            | 46              | 4            | met Mani Hoffmann |

- International Standard Name Identifier: 0000 0000 9285 9349
- MusicBrainz: 0df6d50f-7e43-4c6a-8220-61932b67c9c5
- Virtual International Authority File: 136276030